# Anything Goes (comédie musicale)
Pour les articles homonymes, voir Anything Goes.
Anything Goes est une comédie musicale américaine créée à Broadway en 1934.

## Argument

### Acte I
Billy Crocker, courtier à Wall Street, s'embarque clandestinement sur un navire faisant la liaison New York - Londres, dans l'espoir d'y retrouver une jeune femme dont il est amoureux. Au nombre des passagers, on trouve : Elisha J. Whitney, patron de Billy, qui se rend en Angleterre pour assister à la régate royale de Henley, pour laquelle Yale s'est qualifiée; Hope Harcourt, héritière d'une grosse entreprise familiale, et sa mère Mme Wadsworth T. Harcourt ; Sir Evelyn Oakleigh, fils aîné d'un lord; Reno Sweeney, ancienne chanteuse de cabaret et amie de Billy, "reconvertie" en évangéliste ; 'Moonface' Martin, gangster de seconde zone, et son amie Bonnie Letour, travestis en ecclésiastiques. Un véritable évêque également à bord, Henry T. Dodson, pris pour 'Moonface', est débarqué par la police juste avant le départ du navire…

### Acte II
Billy, d'abord pris pour "l'ennemi public no 1" et de ce fait, "courtisé" par tous, est finalement emprisonné à bord comme imposteur, lorsqu'il révèle être un simple courtier. 'Moonface', qui s'est proclamé "ennemi public no 13", est mis au cachot avec lui. Lorsque le navire accoste en Angleterre, les deux hommes parviennent à s'évader et, accompagnés par Reno, se rendent au domaine de la famille Oakleigh, pour des raisons diverses révélées à l'acte I : la jeune femme que Billy aime (et réciproquement) est Hope, dont le mariage a été arrangé avec Sir Evelyn, afin d'éviter à l'entreprise Harcourt de tomber en faillite ; Reno, de son côté, est tombée amoureuse d'Evelyn (et vice-versa) ; quant à 'Moonface', finalement bien inoffensif et sympathique, il s'est lié d'une forte amitié avec Billy. Dans la demeure des Oakleigh, on retrouve Elisha, dont le "gros contrat" consiste à racheter très cher la maison Harcourt. Le mariage arrangé, devenu inutile, est donc annulé, ce qui permet à Billy et Hope d'une part, à Reno et Evelyn d'autre part, de projeter leurs mariages respectifs...

## Fiche technique
- Titre original : Anything Goes
- Titre français : Anything Goes
- Livret original : Guy Bolton et Pelham Grenville Wodehouse
- Adaptation du livret pour Broadway : Howard Lindsay et Russel Crouse
- Musique et paroles : Cole Porter
- Mise en scène : Howard Lindsay
- Chorégraphie : Robert Alton
- Orchestrations : Robert Russell Bennett et Hans Spialek
- Arrangements vocaux : Ray Johnson
- Décors : Donald Oenslager
- Costumes : Jenkins
- Producteur : Vinton Freedley
- Nombre de représentations : 420
- Date de la première : 21 novembre 1934
- Date de la dernière : 16 novembre 1935
- Lieux : Alvin Theatre (de la première au 23 septembre 1935), puis 46th Street Theatre (du 30 septembre 1935 à la dernière), Broadway

## Distribution originale
- William Gaxton :  Billy Crocker
- Ethel Merman :  Reno Sweeney
- Victor Moore :  « Moonface » Martin / Le révérend-docteur Moon / L'ennemi public no 13
- Bettina Hall :  Hope Harcourt
- May Abbey :  Mme Wentworth
- Leslie Barrie :  Sir Evelyn Oakleigh
- Billy Curtis :  le petit homme
- Vera Dunn :  Bonnie Letour
- Florence Earle :  Mme Frick
- Maurice Elliott :  M. Swift
- Paul Everton :  Elisha J. Whitney
- Charlie Fang :  Ling
- John C. King :  le capitaine
- George E. Mack :  John, le barman
- Helen Raymond :  Mme Wadsworth T. Harcourt
- Houston Richards :  l'officier en second
- Pacie Ripple :  l'évêque Henry T. Dodson
- Richard Wang :  Ching
- Drucilla Strain : Snooks

## Numéros musicaux (Songs)
| Acte I - I Get a Kick Out of You (Reno, Billy) - Bon Voyage (There's No Cure Like Travel) (ensemble) - All Through the Night (Hope, Billy) - Sailor's Chantey (There'll Always Be a Lady Fair) (The Foursome) - Where Are the Men ? (Bonnie, l'officier en second, ensemble féminin) - You're the Top (Reno, Billy) - Anything Goes (Finale) (Reno, The Foursome, ensemble) | Acte II - Public Enemy Number One (ensemble) - Blow, Gabriel, Blow (Reno, ensemble) - Be Like the Bluebird ('Moonface') - All Through the Night (reprise : Hope, Billy) - Buddie, Beware (Reno) - The Gypsy in Me (Hope, ensemble féminin) - You're the Top / Anything Goes (Finale Ultimo) (reprises : ensemble) |

## Reprises (sélection)
- 1935 : Au Palace Theatre (Londres), avec Jeanne Aubert (Reno), 261 représentations ;
- 1987-1989 : Au Vivian Beaumont Theatre (Broadway), mise en scène de Jerry Zaks, avec Howard McGillin (Billy), Patti LuPone (Reno), 784 représentations ;
- 1989 : Au Prince Edward Theatre (Londres), avec Elaine Paige (Reno) ;
- 2002-2003 : Au Royal National Theatre, puis au Theatre Royal Drury Lane (Londres), mise en scène de Trevor Nunn, avec John Barrowman (Billy).
- 2011-2012 : Au Stephen Sondheim Theatre (Broadway), mise en scène de Kathleen Marshall, avec Sutton Foster (Reno), Joel Grey (Moonface), John McMartin (Elisha J. Whitney)

## Adaptations au cinéma
- 1936 : Anything Goes de Lewis Milestone, avec Bing Crosby (Billy), Ethel Merman (Reno), Charles Ruggles ('Moonface'), Ida Lupino (Hope) ;
- 1956 : Anything Goes de Robert Lewis, avec Bing Crosby, Donald O'Connor, Zizi Jeanmaire, Mitzi Gaynor, Kurt Kasznar (dans cette seconde adaptation, l'intrigue originale et les noms des protagonistes ont été modifiés).
- 1972 : Dans le film Sleuth (Le Limier), on peut entendre la chanson "Anything goes" qui joue à la radio pendant que Andrew Wyke se prépare à manger
- 1982 : Dans le film Meurtre au soleil, on peut entendre un extrait musical de la comédie, joué au piano, au moment où Daphne Castle s'apprête à accueillir les vacanciers à l'hôtel.
- 1984 : La chanson Anything Goes est chantée en mandarin par Kate Capshaw dans Indiana Jones et le Temple maudit de Steven Spielberg.

## Adaptations à la télévision
- La chanson Anything goes est reprise dans la série télévisée Glee lors de l'épisode Opération : piano violet.

## Adaptations dans les jeux-vidéo
- La chanson est présente dans le jeu Fallout 3 sur Galaxy News Radio.
- La chanson Anything goes est reprise dans le jeu Fallout 4, dans la radio Diamond City Radio.

## Récompenses (sélection)
- 1988 : Trois Tony Awards gagnés lors de la 42e cérémonie des Tony Awards :
  - De la "meilleure reprise d'une comédie musicale" ("Tony Award for Best Revival of a Musical") ;
  - Du "meilleur second rôle masculin dans une comédie musicale" ("Tony Award for Best Performance by a Featured Actor in a Musical") pour Bill McCutcheon (en) ('Moonface') ;
  - De la "meilleure chorégraphie" ("Tony Award for Best Choreography") pour Michael Smuin (en).
- 1988 : Trois Drama Desk Awards décernés lors de la 34e cérémonie des Drama Desk Awards :
  - De la "reprise la plus marquante d'une comédie musicale" ("Drama Desk Award for Outstanding Revival of a Musical") ;
  - De "l'actrice la plus marquante dans une comédie musicale" ("Drama Desk Award for Outstanding Actress in a Musical") pour Patti LuPone ;
  - De la "chorégraphie la plus marquante" ("Drama Desk Award for Outstanding Choreography") pour Michael Smuin.
- 1988 : Theatre World Award (décerné au "meilleur espoir" du théâtre) pour Linda Hart (en) (Bonnie).

## Note
1. ↑  La création à Broadway fut précédée d'une première au Colonial Theatre de Boston, par la même équipe, le 5 novembre 1934.